# Kinosternon alamosae
La tortuga [de pantano de Álamos (Kinosternon alamosae) es una especie de tortuga de la familia Kinosternidae endémica de México.

## Distribución
Esta especie es  endémica de México. Se encuentra en los estados de Sinaloa y Sonora.